# Brothers in Arms: Road to Hill 30
Brothers in Arms: Road to Hill 30 è uno sparatutto in prima persona realizzato nel 2005 da Gearbox Software LLC. È ambientato nella seconda guerra mondiale, in Francia.
Il compito del giocatore, che impersona il giovane sergente Matt Baker, è guidare i suoi compagni fino a Carentan. Tutto inizia dal giorno del D-day, dove Matt, assieme ai suoi compagni, si paracaduta sulla Normandia.
Brothers in Arms: Road to Hill 30 è il primo episodio della saga, dopo il quale sono stati pubblicati gli episodi Earned in Blood, Hell's Highway e D-Day.
Il gioco è stato distribuito nelle versioni per PlayStation 2, Xbox e PC.

## Trama
In Brothers in Arms si vestono i panni del sergente Matthew Baker, un paracadutista della 101ª Divisione Aviotrasportata durante lo sbarco in Normandia, dal 6 giugno fino alla tremenda battaglia sulla collina 30, fuori Carentan, il 13 giugno; Baker è un caposquadra, e ha al suo comando un plotone di 13 paracadutisti, che lui considera suoi fratelli, e per salvare i quali è disposto a dare la vita, se necessario.
Tra i personaggi importanti c'è anche George Risner, un carrista, comandante di M5 Stuart, che è il migliore amico di Baker e che lo aiuterà a ripulire dai nazisti il villaggio di Vierville, ma che troverà la morte "all'angolo del morto" (angolo della strada che porta da Carentan a Saint-Côme-du-Mont) sempre cercando di proteggere Baker.

## Modalità di gioco
Il gioco è molto elaborato, richiede capacità tattiche ed abilità nel risolvere situazioni intricate. È caratterizzato da un'intelligenza artificiale migliore rispetto a quella di molti altri concorrenti, inoltre i produttori hanno cercato di rendere il gioco più realistico possibile con delle visite in Normandia per ricostruirne il paesaggio più similmente possibile, tanto che Randy Pitchford, il produttore, disse che "se uno impara a memoria il gioco può andare in Normandia e fare la guida turistica".
È disponibile la modalità multiplayer.
Per vincere la missione si devono portare a compimento vari obiettivi: conquistare un villaggio, distruggere delle postazioni di artiglieria, ma la particolarità è che in questo videogioco si può usufruire delle due squadre (Assalto e Fuoco) composte da membri della propria unità che ci aiuteranno a portare a compimento gli obiettivi.
A livelli di difficoltà elevati (difficile e reale) il gioco diventa complesso e intricato (a livello reale non esistono i check point).
Baker in alcune missioni è in grado di comandare un carro armato (che può essere un M5 Stuart o un M4A1 Sherman), nello stesso modo in cui comanda la fanteria (ovvero, con un anello contestuale che, a contatto con il terreno, ordina uno spostamento e, a contatto con il nemico, ordina un assalto o uno sbarramento).

## Personaggi
Il protagonista è il caposquadra sergente Matt Baker, un giovane ragazzo ventiduenne spaventato dalla guerra e che non si ritiene all'altezza del suo compito, ma che quando deve combattere riesce a tirare fuori il coraggio.
Gli altri personaggi della squadra sono divisi in due gruppi, il gruppo fuoco, che porta armi pesanti ed è utile per creare un muro di fuoco, e il gruppo assalto, che porta armi leggere, ideale per aggirare e finire il nemico.
Gruppo fuoco:
- Caporale Joe "Red" Hartsock (protagonista di Brothers in Arms: Earned in Blood)
- Soldato Allen
- Soldato Garnett
- Soldato Ivan "Obi" Obrieski
- Soldato Zanovich
- Soldato Jonny Rivas (Squadra Scout)

Gruppo assalto:
- Caporale Sam Corrion
- Soldato Michael Desola
- Soldato Courtland
- Soldato McCreary
- Soldato Muzza

Inoltre, in alcune missioni compare il tenente colonnello Robert G. Cole, un personaggio realmente esistito che è stato decorato con la medaglia al valore del Congresso Statunitense, la più alta onorificenza statunitense.

### Biografie personaggi
Larry J. Allen è nato nel Connecticut ed è entrato nell'esercito subito dopo aver finito le scuole superiori. Durante l'addestramento Allen ha conosciuto il soldato Garnett ed ha stretto una grande amicizia. Loro hanno sempre la voglia di scherzare anche quando le cose sono messe veramente male e si vantano di quello.
Allen è il primo soldato trovato nella mattina del D-Day assieme a Garnett. Loro sembrano rimanere sempre assieme per il resto del gioco. Durante l'attacco sul fianco ad una fattoria Allen rimane ucciso assieme a Garnett il 9 giugno 1944.
Nel seguito Earned in Blood, Allen si vede per la prima volta nella missione dove è sotto il comando di Hartsock. Nel gioco è rimasto separato da Garnett solo una volta.
Pvt. Garnett: è l'inseparabile compagno di Allen e ne condivide la tragica sorte.
Come lui si è arruolato dopo la scuola, è un soldato burlone e ironico. Sta nel gruppo fuoco.
Sa usare bene sia bazooka che Browning cal.30.; il suo sport preferito con Allen è quello di prendere in giro il soldato marconista Legget e, come definisce lui, fare "tiro al crucco".
Cpl. Hartsock: è il miglior compagno di Baker, comanda il gruppo fuoco ed è armato con un B.A.R.
È un irlandese rissaiolo e coraggioso, ottimo leader e soldato, sposato e con una figlia.
È il protagonista di "Earned in Blood", il seguito di "Road to Hill 30", è molto amico di Desola e Corrion.
Sulla guancia destra ha una cicatrice, memoria di una delle sue tante risse da taverna.
Cpl. Corrion: è il comandante del gruppo assalto, è sempre armato con il Thompson ed è uno dei migliori amici di Baker.
La sua principale dote è la calma, sa mantenerla anche nelle peggiori situazioni.
Ha molta più esperienza degli altri soldati ed è uno dei punti di riferimento della squadra, sempre paziente e calmo.
Pvt. Desola: l'italo americano Desola è il più sanguigno e irascibile dei soldati di Baker, valoroso e coraggioso, si infiamma facilmente e non sopporta Legget.
Sta nel gruppo assalto di Corrion ma è uno dei migliori tiratori.
Viene ucciso da uno Stuka su uno dei ponti che portano a Carentan.
Pfc. Kevin Legget: è la pecora nera della squadra.
Legget è il marconista della squadra e se ne va sempre in giro con la sua radio, è un soldato coraggioso ma è sempre il bersaglio delle critiche dei compagni per la sua timidezza e ingenuità.
È il braccio destro del Sergente maggiore Hassey; viene poi incolpato della morte di Allen e Garnett, per questo è ancor più emarginato.
Si riscatta nel finale, morendo coraggiosamente sulla collina 30.
S/Sgt. Greg "Mac" Hassey: è il veterano e comandante del plotone, è un reduce di varie caserme e campagne.
È stato in molte unità e ha un'esperienza decennale dell'esercito.
È lui che comanda, ogni sua parola è ordine, il suo braccio destro è Legget.
Ammira molto Baker e ne sa apprezzare e intuire le qualità di soldato.
Ricorda molto come voce e modo di fare il sergente interpretato da John Wayne nel film "Okinawa".
Pfc. Zanovich: l'altro veterano è Zanovich, lui pur essendo un uomo mite e tranquillo è un veterano della Legione Straniera, ha combattuto in Africa e conosce bene la Normandia e la Francia.
Sta nel gruppo fuoco ed è un ottimo elemento.
Dal carattere mite e generoso, ha una grande calma ed esperienza.
Pfc. Obrieski: è uno dei soldati più anziani, è figlio di emigranti ma non ha esitato un attimo ad arruolarsi.
Sta nel gruppo fuoco, è simpatico e ciarliero ed essendo sposato, non smette mai di parlare di sua moglie.
È uno dei compagni preferiti di Hartsock.
Muore ucciso da un cecchino a Carentan.
Pvt. McCreary: è il più giovane soldato della squadra, sta nel gruppo assalto e fa coppia con Courtland, non sta molto simpatico agli altri (e soprattutto a Baker) perché arrogante, ciarliero e polemico.
Ma è molto abile e veloce, un ottimo elemento.
Pfc. Courtland: altro membro del gruppo assalto, è silenzioso e molto stimato dai compagni, ottimo tiratore.
È un ragazzo con l'eterno sorriso da campagnolo, ma che sa tenere saldi i nervi in battaglia.
Pvt. Rivas: l'ispanico Rivas è l'artista del gruppo, ma in guerra queste qualità non servono.
Se ne accorge l'amico Corrion che se lo vede morire di fronte appena ritrovato.
Sta nel gruppo assalto ma non appare molto nel gioco.
Pvt. Muzza: anche il soldato Muzza, del gruppo fuoco, appare poco.
Viene ucciso dentro l'aereo prima di paracadutarsi in Normandia.
Lt. Combs: il tenente Combs è l'ufficiale di compagnia; viene salvato da Baker, Hartsock, Zanovich e Obriesky mentre dei tedeschi stanno per sopraffare lui e la sua posizione.
È un ufficiale pratico e con ottime conoscenza tattiche.
Sgt. George Risner: George era anche lui con i paracadutisti, ma si è rotto un ginocchio in addestramento e ora fa il carrista.
È amico di Baker fin dall'infanzia.
Comanda un carro M-5. Dà prova di grande coraggio e abilità.
Per salvare Baker e compagni non esita a sacrificarsi restando a bordo del suo carro ormai fumante vicino a St. Come du Mont.
Pvt.Muzza
Il soldato Muzza viene colpito da un proiettile vagante che aveva colpito l'aereo durante il D-Day. Muzza morì pochi secondi dopo,sull'aereo.

## Armi
Gearbox si vanta di avere ricostruito le armi in modo più realistico di qualsiasi altro videogioco, passando anche settimane a modellare le armi.

## Curiosità
- I programmatori avevano progettato di far comparire l'allora generale Dwight D. Eisenhower in una lunga sequenza all'inizio del gioco; quest'ultima è stata poi tagliata, ma è visualizzabile come extra completando il gioco con un certo livello di difficoltà.